# Nokaneng
Nokaneng is een dorp in het district North-West in Botswana. De plaats telt 2067 inwoners (2011).